# Großsteingrab Wangels LA 69

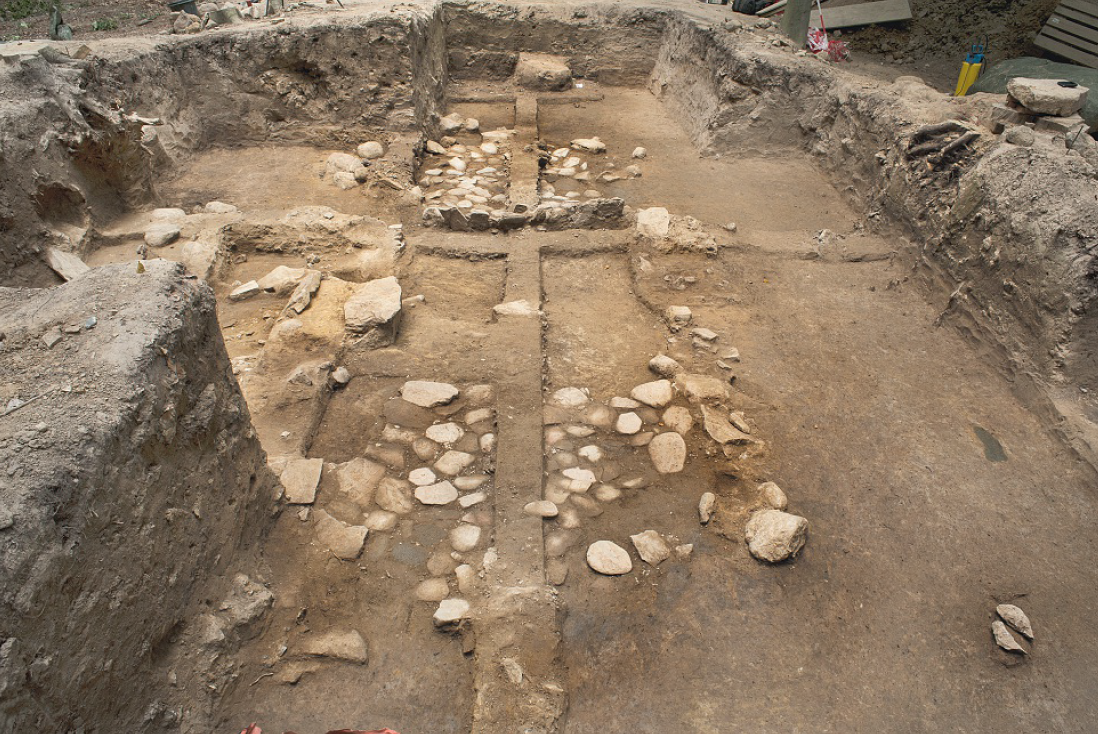
Einblick in die Grabkammer Wangels LA 69. Ursprünglich war sie mit großen Findlingen umgeben. Es sind drei Bereiche auszumachen. Der mittlere ohne, die beiden äußerem mit Steinpflaster.

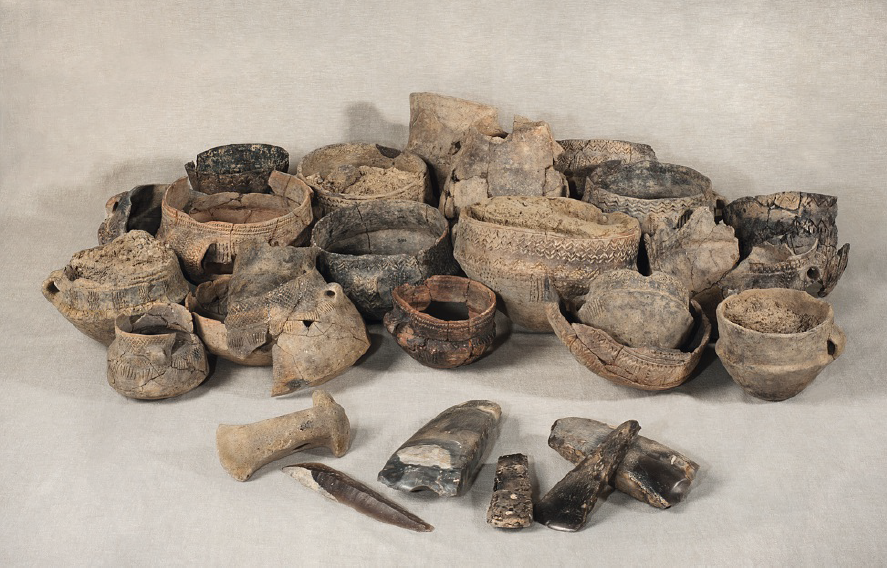
Ein Großteil der archäologischen Funde aus der Grabkammer. Abgebildet sind etliche Keramikgefäße, mehrere Silkexbeile, eine lange Silexklinge sowie eine Streitaxt aus Basalt.

Das neolithische Megalithgrab Wangels LA 69 (Liste) in Ostholstein besteht aus einem etwa 43 × 16 m langen Hügel (Langbett), in dessen einem Ende eine sog. Holsteiner Kammer eingebracht wurde. Das Grab wurde im Rahmen des DFG-Schwerpunktprogramms 1400 „Frühe Monumentalität und soziale Differenzierung“ (SPP 1400) in den Jahren 2010 bis 2014 untersucht. Dieses Grab erwies sich aus vielen Gründen als besonders wichtig für die Forschung. Zum einen wurden nur wenige neolithische Megalithgräber mit modernen Methoden und während einer Forschungsgrabung mit reichlich Zeit ausgegraben. Weiterhin ist die Erhaltung hervorzuheben. Die meisten Findlinge des Grabes wurden vor der archäologischen Untersuchung zwar bereits entfernt, doch wurde die Grabkammer nicht beraubt. Sie enthielt erstaunlich viele Grabbeigaben. Unter anderem Keramikgefäße und Bernsteinartefakte, Pfeilschneiden, wenige Silexbeile und eine Streitaxt aus Basalt. Eine Rekonstruktion der Grabkammer wurde im Rahmen des 350-jährigen Geburtsjahres auf dem Campus der CAU Kiel errichtet.

## Generelles
Megalithgräber prägen noch heute die Landschaften in vielen Regionen der Welt, auch die Landschaften Mitteleuropas. Das Megalithgrab Wangels LA 69 wurde im Mittelneolithikum (Spätneolithikum in mitteldeutscher Terminologie), also in der zweiten Hälfte des vierten Jahrtausends v. Chr. errichtet. Die Errichtung wird mit Trägern der sog. Trichterbecherkultur (4100–2800 v. Chr.) assoziiert, wie auch tausende weitere Anlagen in der Norddeutschen Tiefebene (von den östlichen Niederlanden, über Schleswig-Holstein und Sachsen-Anhalt bis ins nordwestliche Polen), Dänemark, Schweden und Norwegen (s. auch Nordische Megalitharchitektur).
Die urgeschichtliche Nutzungsdauer des Grabes Wangels LA 69 beträgt beinahe eineinhalb Jahrtausende. Neben Funden der Trichterbecherkultur sind Funde der Kugelamphorenkultur sowie des Spätneolithikums (Dolchzeit) vorhanden.

## Lage
Wangels LA 69 liegt auf einer natürlichen Geländeerhöhung in der Gemeinde Wangels. In der näheren Umgebung (500 m) wurden drei weitere neolithische Grabanlagen dokumentiert und im Umkreis von 2 km wurden einige bronzezeitliche Grabhügel beobachtet. In der Region des westlichen Oldenburger Grabens liegen viele weitere urgeschichtliche Fundstellen, u. a. Oldenburg-Dannau LA 77.

## Forschungsgeschichte
Wangels LA 69 wurde erstmals 1962 in der Landesaufnahme Schleswig-Holsteins erfasst. Zu diesem Zeitpunkt wurden die Ausmaße 43 m Länge, 16 m Breite und max. 1,6 m Höhe aufgenommen und das Grab wurde als zerstört klassifiziert. Die späteren Ausgrabungen verifizierten die Zerstörung. Viele Findlinge der Deck- und Tragsteine der Grabkammer und der Umgrenzung wurden vermutlich im 19. Jahrhundert entfernt. Hierauf verweisen der trichterförmige Grabungsschacht, etliche Steinsplitter von Findlingen, Eisenstücke (Reste von Hammer und Meißel) sowie Sprengkanäle an verbliebenen Steinen. Weiterhin sind schriftliche Quellen des 19. Jahrhunderts bekannt, die über diese Tätigkeiten an anderen Megalithgräbern berichten.
Im Rahmen des von Johannes Müller geleiteten SPP-Teilprojektes „Megalithanlagen und Siedlungsmuster im trichterbecherzeitlichen Ostholstein (3500–2700 v. Chr.): Mittleres Travetal und Westlicher Oldenburger Graben“, wurde das Grab unter der Grabungsleitung von Jan Piet Brozio untersucht. Im Jahre 2010 erfolgten zunächst geophysikalische Messungen (Georadar) und in den Jahren 2012 bis 2014 wurden vier Grabungskampagnen vorgenommen. Die Analysen, die bis heute andauern, werden mittlerweile vom Sonderforschungsbereich SFB 1266 getragen.

## Ausgrabungen 2012–2014

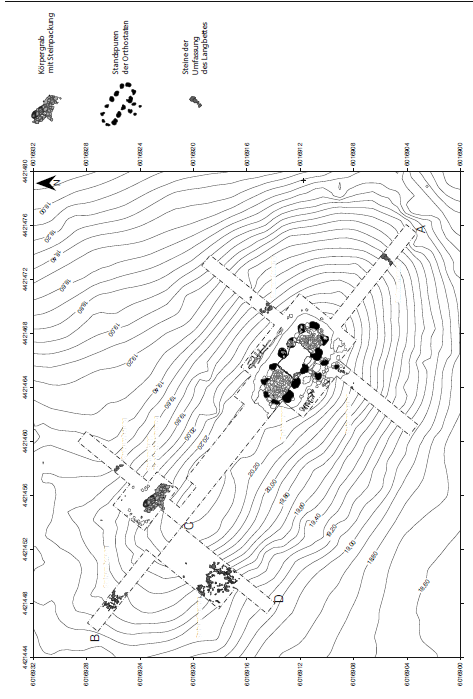
Die Ausgrabungsflächen längs und quer durch den Langhügel.

Die Ausgrabungen folgten dem Ziel, das Monument unter stratigrafischen Gesichtspunkten zu rekonstruieren. Zudem sollte das Ausmaß der Zerstörungen an der Grabkammer dokumentiert werden. Zunächst wurde ein Schnitt in Längsrichtung sowie sechs Schnitte in Querrichtung des Langhügels angelegt, um den Hügelaufbau in verschiedenen Bereichen zu erfassen. Zudem wurden weitere, großflächige Grabungsschnitte angelegt, um die Architektur des Bodendenkmals zu untersuchen. Hiermit sollte auch geklärt werden, was die beiden großen Anomalien im Nordwesten und Südosten der Anlage verursacht, die bei der geophysikalischen Untersuchung entdeckt wurden. Die nordwestliche Anomalie begründet sich im Aufbau und der Struktur der Hügelschüttung. Die südöstliche Anomalie hingegen entpuppte sich als Grabkammer. Zur weiteren Erforschung der Grabkammer und um die Begrenzung des Monumentes zu rekonstruieren, wurde weitere Schnitte angelegt.

## Architektur des Monumentes
Der ovale Langhügel besteht aus einer primären Hügelschüttung im südöstlichen Bereich der Grabkammer und einer sekundären Hügelschüttung, die den ursprünglich rundlichen Hügel zu einem Langbett erweitert hat und im Zusammenhang mit einem Steinpackungsgrab steht. Im Grabungsprofil ließ sich die Struktur dieser Schüttung rekonstruieren. Sie wurde teilweise aus geschichteten Grassoden errichtet. Solche Befunde sind häufig an neolithischen und bronzezeitlichen Monumenten zu beobachten, so auch z. B. im Langbett Albersdorf LA 56.
Durch die Ausgrabungen in Randbereichen des sichtbaren Hügels konnte rekonstruiert werden, dass er ursprünglich mit einer Steinreihe umgeben war. Die leicht trapezförmige Steinreihe umfasst die Ausmaße 32 m Länge und 9 bis 12 m Breite, womit sie ein Areal von etwa 300 m² einrahmt. Da diese den gesamten Langhügel betrifft und zwischen der primären und sekundären Hügelschüttung fehlt, steht sie vermutlich im unmittelbaren Zusammenhang mit der sekundären Bauphase. Die Steinreihe besteht heute aus vielen kleinen Steinen. Zwar fehlen Standspuren von Findlingen, doch ist durch den Vergleich mit anderen Anlagen davon auszugehen, dass diese ursprünglich existierten. Dies wird weiterhin durch verstreute Eisenfragmente angedeutet, die im Kammerbereich als Überbleibsel der Entfernung gedeutet wurden.
Neben der Kammer wurden als Pflugspuren gedeutete Befunde gemacht. Diese sind an vielen Megalithgräbern zu beobachten und werden von einigen Forschern mit einem rituellen Pflügen assoziiert. Allerdings ist auf eine neue Studie hinzudeuten, die die Pflugspuren aufgrund der darin enthaltenen Pollen in einen unmittelbaren Zusammenhang mit vorherigen (frühneolithischen) Siedlungs- und Ackerbautätigkeiten bringt. Sie sind demnach nicht rituell. Diese und viele weitere Grabanlagen wurden auf vorherigen Nutzflächen angelegt.
Im Bereich der sekundären Hügelschüttung wurde eine Steinpackung mit bis zu sechs aufeinander gestapelten Steinen aufgedeckt. Unter dieser befand sich eine langovale Verfärbung. Diese wird als beigabenlose Bestattung gedeutet. Sie wird unmittelbar mit der sekundären Hügelerweiterung assoziiert. Einzelgräber, die in bestehende Langbetten eingebracht wurden oder diese erweitern, sind vielfach belegt. So sind z. B. vom Gräberfeld Borgstedt zahlreiche ähnliche ovale Gruben bekannt, allerdings ohne Steinpackung, die zum größeren Teil ebenfalls ohne Grabbeigaben ausgestattet sind. Diese datieren jedoch vor allem ins Frühneolithikum (Jungneolithikum nach mitteldeutscher Terminologie). Das Einzelgrab aus Wangels wurde mit einer direkten Probe absolutchronologisch auf 3330–3095 v. Chr. datiert. Indirekt zeigen drei taugliche Proben (kurzlebiges Probenmaterial) der Hügelerweiterung von 3321–3018, 3336–3105, 3333–3101 calBC eine ähnliche Datierung an. Anhand Brozios Phasenmodell (s. u.), in das stratigraphische Überlegungen mithineinflossen, wurde innerhalb des durch die absoluten Datierungen vorgegebenen Alters ein junges Datum (3120–3100 v. Chr.) postuliert. Dies ist zu betonen, da im Gegensatz zum Frühneolithikum Einzelgräber im ausgehenden vierten Jahrtausend selten sind. Verschiedene Autoren erkennen hierin ein erstes Anzeichen für die spätere Herausbildung der jungneolithischen Einzelgrabgesellschaften.

## Architektur der Grabkammer
Zwei Trägersteine blieben erhalten, während die restlichen Findlinge entfernt wurde. Anhand von Verfärbungen im Boden konnte Anzahl und Position der Trägersteine rekonstruiert werden. Ursprünglich bildeten 13 Findlinge die 6 m lange Grabkammer und vier weitere markierten den Eingangsbereich. Die rechteckige Form besaß abgerundete Schmalseiten. Somit ließ sich die Kammer als sog. Holsteiner Kammer ansprechen (Brozio 2016). Diese sind ihrem Namen entsprechend im Süden Schleswig-Holsteins häufig anzutreffen.
Der Zugang war 2 m lang und 0,7–1 m breit. Der Übergang vom Gang zur Kammer war durch eine Steinplatte, ein sog. „Schwellenstein“ markiert, wie es häufig an Megalithgräbern zu beobachten ist (Hirsch 2011). In dessen Nähe wurde ein potenzieller Verschlussstein angetroffen. Unter einem der erhaltenen Findlinge der Grabkammer wurde eine Grube mit einem kompletten Keramikgefäß angetroffen. Diese beabsichtigte Deponierung kann als sog. „Bauopfer“ angesprochen werden.
Der Boden der Grabkammer war in drei Teile gegliedert. Die zwei äußeren Bereiche waren mit einem Steinpflaster ausgestattet, der mittlere Bereich wurde mit einer komprimierten Lehmpackung versehen. Das nördliche Steinpflaster war von der mittleren Lehmpackung durch eine Reihe aufrechtgestellter Steinplatten abgetrennt. Solche Abtrennungen wurden auch in anderen Megalithgräbern dokumentiert, z. B. in Flintbek (Flintbeker Sichel). Über dem Kammerboden wurde eine Schüttung aus gebranntem Silex deponiert. Gebrannter Silex wird je nach spezifischem Silexvarietät sowie der Temperatur dunkel- bis hellgrau oder sogar weiß. Gebrannter Silex wurde in vielen Megalithgräber als Schüttung und/oder Bodensubstrat verwendet.

## Inhalt der Grabkammer

### Silex

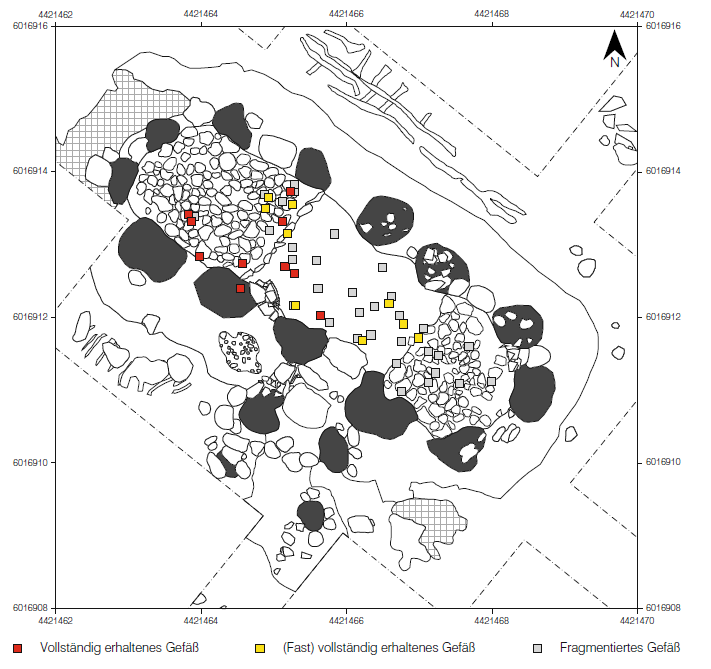
Die Grabkammer mit den rekonstruierten Standspuren der ehemaligen Findlinge. Zudem ist die Lage der hier gefundenen Keramikgefäße kartiert.

Es wurden zahlreiche gebrannte und nicht gebrannte Silextrümmer gefunden. In allen Schnitten zusammen wurden 1635 Artefakte (Grundformen und Geräte) aus Silex gefunden (204,4 kg). Den Großteil hiervon machen 1.515 Abschläge aus (150, 2 kg). 47 davon waren modifiziert. Hierunter zählen 23 querschneidige Pfeilschneiden sowie wenige andere Geräte wie Bohrer und Schaber. Hierneben wurden 51 Klingen und 69 Kerne gefunden.
In der Grabkammer wurden drei Silexbeilklingen gefunden. Zwei dicknackig-dünnblattige sowie ein dicknackig-dickblattiges Beil. Diese sind chronologisch nicht genau einzugrenzen. Erster Beiltyp ist im nordischen Früh- bis Jungneolithikum (FN II–JN, ca. 3500–2250 v. Chr.), letzter vom Mittel- bis zum Spätneolithikum (MN II–SN, ca. 3200–1700 v. Chr.) belegt.
Es wurden zwei Silexdolche gefunden, die sich besser einordnen lassen. Generell gehören die beidseitig (bifaziell) flächig retuschierten Silexdolche zum Fundgut des nordischen Spätneolithikums (Dolchzeit) (ca. 2350–1700 v. Chr.) und der Nordischen Älteren Bronzezeit (1700–1100 v. Chr.), wobei auch während des Früh- und Mittelneolithikums Geräte mit beidseitig flächigen Retuschen hergestellt wurden. Das eine der beiden Exemplare aus Wangels lässt sich nicht näher bestimmen. Das andere, ein Grifffragment, besitzt einen rautenförmigen Querschnitt. Somit ist es entweder eine dicke Flintspitze des Früh- bis Mittelneolithikums (FN II–MN III/IV, ca. 3500–3000 v. Chr.) oder ein Silexdolch Typ III nach Lomborg (ca. 2100–1900 v. Chr.).

### Bernstein
Es wurden 69 Bernsteinobjekte gefunden und viele davon sind typologisch zu bestimmen. Am häufigsten sind 21 röhrenförmige Anhänger. Hierauf folgen doppelaxtförmige Perlen mit 13 Exemplaren. Diese gehören zum bekannten Repertoire mittelneolithischer Megalithgräber.

### Streitaxt
Es wurde eine Streitaxt aus Basalt gefunden. Dieses Exemplar stellt eine sog. Doppelaxt dar und es entspricht dem Typen DII nach Zápotocký. Dieser Typ wird auch Amazonenaxt genannt. Äxte dieses Typs sind im heutigen Norddeutschland am häufigsten. Sie datieren ins Mittelneolithikum (MN I–III, ca. 3300–3000 v. Chr.).

### Keramik
Insgesamt in allen Grabungsschnitten wurden 1435 Keramikscherben mit einem Gewicht von 137,4 kg gefunden. 74 % dieser stammen aus der Grabkammer (Kammerboden und Flintschüttung). Anhand von distinktiven Rand- und Wandscherben (590 Stück, 7 kg) konnte eine Mindestanzahl von 38 Gefäßeinheiten rekonstruiert werden. Hinzu kommen zehn komplett und neun beinahe vollständig erhaltene Gefäße. Somit wurde die Grabkammer mit mindestens 57 Gefäßen ausgestattet. Es ließen sich 19 Konusrandgefäße, 19 Zylinderrandgefäße, sechs Trichterrandgefäße, sechs Kugelamphoren sowie ein Riesenbecher rekonstruieren.

## Keramik und Chronologie
Die Gefäßformen und deren Verzierungen lassen sich für typochronologische Zwecke analysieren und geben im Zusammenhang mit der Relativchronologie der Befundstruktur sowie 14C-datierten Proben Aufschluss über die Belegungsphasen der Grabkammer. Es wurden 51 Proben gesammelt. Als Ergebnis können sieben Phasen Wangels 1–7 differenziert und eine Belegungsdauer von etwa 1500 Jahren (>3400–1900 v. Chr.) rekonstruiert werden.
Unter der Grabkammer wurde eine schwarze Schicht angetroffen, die als Wangels 1 bezeichnet wird (3640–3360 calBC). Hier ist auch die Pflugtätigkeit anzusiedeln. Diese Phase wird von den Tragsteinen, dem Steinpflaster, Eingangsbereich und dem primären Hügel geschnitten bzw. überlagert. Diese Befunde bilden Wangels 2 (3360–3280 calBC). Wangels 3 ist die sekundäre Erweiterung zum Langbett sowie der Steinkreis (3280–3120 calBC). Wangels 4 ist die beigabenlose Grabgrube im Norden des Befundes (3120–3100 calBC). Wangels 5 ist die erste an der Keramik nachzuzeichnende Bestattungsphase sowie die Flintschüttung (3120–3000 calBC). Wangels 6–7 sind die nachfolgenden anhand der Keramik nachzuzeichnenden Bestattungsphasen (3000–1900 calBC).
Bereits mit Wangels 2–3 lassen sich wenige Keramikfragmente des nordwestlichen Kammerbereichs assoziieren. Die meisten Keramikgefäße gehören jedoch vermutlich zur Phase Wangels 5. Dies sind viele der oben genannt Konus-, Zylinder- und Trichterrandgefäße. Diese sind häufig mit typisch mittelneolithischen Mustern verziert. Die Phase Wangels 6–7 ist durch die Kugelamphoren charakterisiert, die im ausgehenden vierten und beginnenden dritten Jahrtausend im Südosten Schleswig-Holsteins zu beobachten sind. Der Riesenbecher gehört zum Formenspektrum des Spätneolithikums (Dolchzeit) und markiert den vermutlich jüngsten Fund, der folglich nach einem Hiatus von einem Jahrtausend eingebracht wurde.
In räumlicher Betrachtung lassen sich neun Ansammlungen differenzieren, die als Deponierungen angesprochen werden. Erwähnenswert ist die Deponierung 4. Sie besteht aus neun Gefäßen der Phase Wangels 5, wenigen womöglich älteren Gefäßen (Phase 2–3), einer Kugelamphore (Phase 6), einer Silexbeilklinge, einem Dolchfragment, sowie vielen Klingen, Querschneidern, Bernsteinanhängern. Diese Deponierung liegt im Grenzbereich zwischen der mittleren und nördlichen Grabsegment direkt an den aufgestellten Steinplatten. Dies war somit ein bevorzugter Ort für die Niederlegung von Objekten.

## Lipidanalysen
Das vierte Jahrtausend ist die Zeit der sogenannten Secondary product revolution. Das heißt, dass neben primären Tierprodukten (Fleisch) auch sekundäre Produkte genutzt wurden. Dies sind z. B. Milchprodukte, Wolle oder die Zugkraft (Wagen und Pflug). In vielen Regionen Mittel- und Osteuropas kommt zur selben Zeit ein neues Ritualverhalten auf: In Kontexten der Bernburger Kultur werden Opfergruben mit Rindern angelegt oder Menschen werden mit Rindern bestattet. In Kontexten der Kugelamphorenkultur lassen sich Wagengräber beobachten, die oft mit Rindergespannen versehen sind. Diese Bestattungspraktik findet auch in der nordjütischen Trichterbecherkultur statt. Der verstärkte Fokus auf diese Nutztiere in Ritualpraktiken lässt sich auch in Wangels LA 69 feststellen.

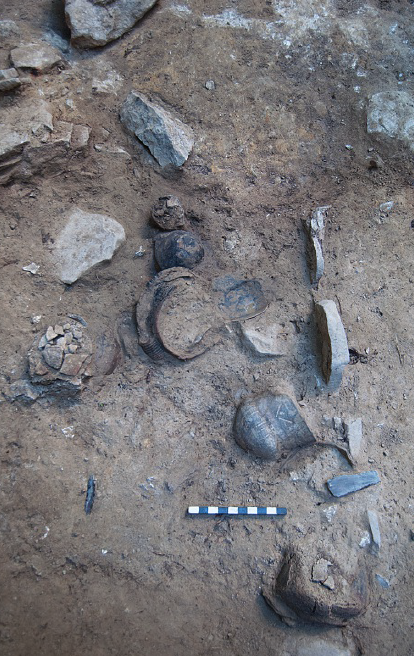
Blick in die Grabkammer während der Ausgrabung. Einige Funde der Fundgruppe 5 in situ. Weiterhin ist rechts die Abgrenzung zwischen den Kammersegmenten zu erkennen, die durch aufrechtstehende Steinplatten markiert ist.

Interdisziplinäre Forschungen (Archäologie und Biochemie) des Sonderforschungsbereichs SFB 1266 haben mit sog. Lipid-Analysen (Analysen von Fetten) an den Innenwänden von den Keramikgefäßen verschiedene Fette und somit verschiedene Inhalte nachweisen können. So stammen die Fette in jenen Gefäßen, die mit der Trichterbecherkultur assoziiert werden, von großen Säugetieren und vermutlich von Rindern (Schweine konnten definitiv ausgeschlossen werden). Dies legt eine Nutzung von Fleisch- und Milchprodukten nahe.
Im nahegelegenen und zeitgleich genutzten Siedlungsplatz Oldenburg-Dannau LA 77 wurde erkannt, dass die Keramik für das alltägliche Kochen vorrangig von pflanzlichen Stoffen genutzt wurde (z. B. Getreide wie Emmer), wohingegen Fleischprodukte eine nur untergeordnete Rolle spielen. Funde von Knochen im Siedlungskontexten belegen jedoch, dass Rinder gehalten wurden. Ebenso war bekannt, dass Rinder im rituellen Bereich wichtig waren, wie Funde in Grabenwerken verdeutlichen. Der Nachweis, dass sie auch in Megalithgräbern der Trichterbecherkultur wichtig waren, konnte mit der Analyse der Gefäße aus Wangels gebracht werden.
Erstaunlicherweise sind die Kugelamphoren mit Pflanzenöl, vermutlich vom Sanddorn (Hippophae rhamnoides) assoziiert. Durch archäobotanische Studien ist bekannt, dass Sammelpflanzen eine höhere Bedeutung im Bestattungsbrauchtum als im Siedlungskontext haben. Der hier erkannte direkte Zusammenhang von Sanddorn mit der spezifischen Keramik der Kugelamphorenkultur ist eine spannende, neue Entdeckung.

## Bedeutung in der Region
In direkter Nähe von wenigen hundert Metern liegen mindestens zwei weitere neolithische Gräber. Im weiteren Umfeld mehrere Kilometer sind etliche weitere Gräber und zudem viele Siedlungsplätze wie Oldenburg-Dannau LA 77 belegt. Generell wird angenommen, Ganggräber seien Bestattungsplätze von lokalen Gruppen, womöglich Familien oder Clans. Dies ist schlussendlich nicht zu klären. Fest steht, dass Grabenwerke (wie Büdelsdorf und Albersdorf) wichtige Orte für das kollektive Gedächtnis einer großen Gruppe waren (Versammlung mehrerer Einzelhöfe, Weiler, Dörfer). Ganggräber wären entsprechend wichtige Monumente für das kollektive Gedächtnis kleinerer Gruppen, wie einer Dorfgemeinschaft, einer Familie oder einem Clan.
Die Bedeutung für die lokale Bevölkerung zeigt sich in dem Umstand, dass das Grab fortwährend für Jahrhunderte genutzt wurde und die alten Bestattungen respektiert wurden (in anderen Gräbern wie z. B. Albersdorf-Brutkamp sind Zerstörungen und Ausräumungen festzustellen). Aus dieser Perspektive ist Wangels wichtig in der Kleinregion, aber nicht von übergeordneter Wichtigkeit. Für die Forschung allerdings ist Wangels LA 69 sehr wichtig.
In eine andere Richtung jedoch verweist der Fund mehrerer Gefäße der Kugelamphorenkultur. Das Hauptverbreitungsgebiet der Westgruppe erstreckt sich im heutigen Böhmen, dem Mittelelbe-Saale-Gebiet und Nordostdeutschland. Die nordwestlichsten Funde (v. a. Keramikgefäße und spezifische Steinäxte –sog. Nackenkammäxte) dieser archäologischen Kultur sind im Süden Schleswig-Holsteins und auf den Dänischen Inseln festzustellen. Womöglich zeugen diese Funde von weitgereisten Personen. Dies entspricht vielen anderen Befunden, wie den bereits genannten rindergezogenen Wagengräbern. Das Grab Wangels LA 69 zeugt somit davon, wie sich die Netzwerke im späten vierten Jahrtausend intensivieren und geografisch erweitern. Hiermit lässt sich die besondere Bedeutung der Rinder assoziieren, die neben Milchprodukten eben auch für die Mobilität wichtig waren (Erfindung Rad/Wagen).

## Bedeutung in der Forschung
Das archäologische Forschungsinteresse und die Aufwertung der Archäologie zu einer wissenschaftlichen Disziplin erfolgte zu der Zeit als die großen Landbaumaßnahmen stattfanden und dabei zahlreiche Bodendenkmale gefunden und leider auch zerstört wurden. Viele Megalithgräber waren bereits zerstört, bevor sie archäologisch erfasst wurden. Schätzungen aus dem Rendsburger Raum liegen bei einer Rate von 90 % zerstörten und nicht dokumentierten neolithischen Gräbern. Die wenigen erhaltenen Megalithgräber sind deshalb besonders schutzwürdig und Ausgrabungen sollten somit mit möglichst viel Zeit, Kapital und technischen Möglichkeiten erfolgen.
Mit dem Grab Wangels und dem DFG geförderten SPP 1400 ergab sich solch eine Chance. In diesem konkreten Fall war es sogar ein richtiger Glücksfall. Zwar wurden die Findlinge wie bei fast allen bekannten Anlagen entnommen, doch wurde die Kammer weder beraubt noch zerstört. Wangels LA 69 stellt eines der wenigen rezent gegrabenen Megalithgräber in Norddeutschland dar, das sich für so vielfältige Analysen und Beobachtungen anbietet.
So sind die zahlreichen Beigaben und ihre gute Erhaltung als besonders anzusehen. Hieraus lassen sich Modelle zur Belegung erstellen. Die Nutzungsdauer sowie die Umbauten sind gut zu datieren.
Zudem eignet sich die Keramik für Analysen. Das im Kontext des Sonderforschungsbereichs SFB 1266 erzielte Ergebnis zu den Rinderprodukten (s. o.) ist ein neues und wichtiges Ergebnis für die rezente Forschung. Ebenso wichtig ist die Einzelbestattung, da sie die zeitliche tiefe der Transformation zu den jungneolithischen Gesellschaften (Schnurkeramik, Einzelgrabkultur) verdeutlicht. Diese Transformation stellt keinen einschneidenden Umbruch um 2800 v. Chr. dar, sondern deutet sich schon vorher an. Die Beobachtung aus Wangels verifiziert die Erkenntnisse anderer Studien, u. a. auch pollenanalytischen Studien. Auch hier wurde erkannt, dass der Wandel vielschichtig war und bereits im ausgehenden vierten Jahrtausend einsetzt.
Weiterhin ist die potenzielle Bedeutung des Einzelgrabes in der Hügelerweiterung nochmals zu betonen. Einzelgräber werden nach dem Frühneolithikum (Jungneolithikum in mitteldeutscher Terminologie) selten, bevor sie im Jungneolithikum (Endneolithikum in mitteldeutscher Terminologie) sie zur dominanten Bestattungsform avancieren. Dies demonstrieren tausende Einzelgräber in Norddeutschland und Südskandinavien (s. Einzelgrabkultur, Schnurkeramik, Endneolithikum). Es wird vermutet, dass die Einzelgräber eine andere Ideologie/Glaubensvorstellung repräsentieren als Kollektivgräber. In dem einen wird die Individualität eines Individuums, in dem anderen die Gruppenzugehörigkeit betont. Allerdings erscheinen Einzelgräber nicht so abrupt, wie häufig dargestellt: In Nordjütland tauchen im späten Mittelneolithikum rindergezogene Wagengräber auf. In den Niederlanden und Nordwestdeutschland sind zur selben Zeit Gräberfelder mit zumeist wenigen Einzelgräbern belegt, in einem Fall aber mit über 100 Befunden. Diese ähneln darüber hinaus in ihrer Architektur den späteren schnurkeramischen Gräbern. Das Einzelgrab in Wangels unterstreicht, dass diese Entwicklung flächendeckend bereits im Mittelneolithikum passierte und nicht erst mit Beginn des Jungneolithikums.

## Öffentliche Wahrnehmung

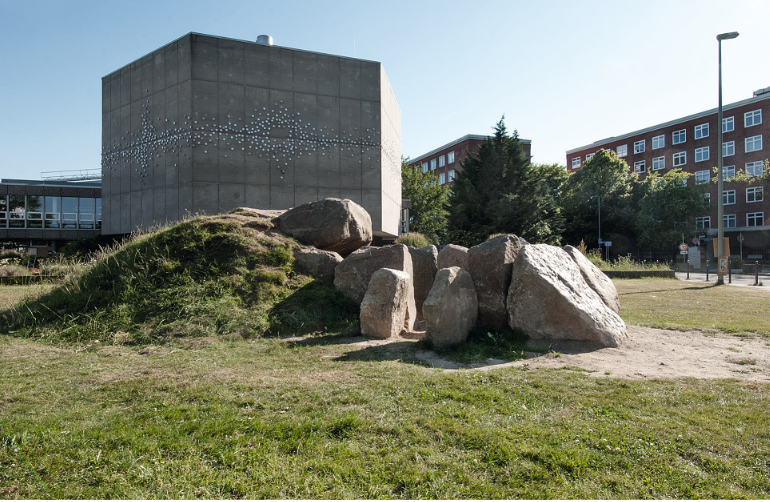
Die Rekonstruktion des Grabes auf dem Campus der CAU Kiel, 2022

Anlässlich des 350. Geburtstages der Christian-Albrechts-Universität zu Kiel wurden im Jahre 2015 über 2000 Programmpunkte ausgetragen, mit denen sich die verschiedenen Fakultäten und Institute präsentierten. Einer dieser Punkte war am 14. Mai 2015 der Nachbau des Megalithgrabes Wangels LA 69 vor dem Audimax. Das Institut für Ur- und Frühgeschichte hat dieses Projekt zusammen mit der Arche Wader geplant und ausgeführt. Der Nachbau erfolgte möglichst originalgetreu: Eine Ladung Feuerstein wurde per Ochsenkarren aus Flintbek herangebracht und mit der Kraft von 60 interessierten Bürgern, Studenten und Mitarbeitern der CAU Kiel in ihre Position vor dem Audimax gebracht. Dabei wurden die Decksteine mit Hilfe eines hölzernen Schlittens über eine vorher aufgeschüttete Rampe mit der Muskelkraft der Helfer in ihre Position auf den Seitensteinen gezogen.
Begleitet wurde das Event durch eine Posterausstellung, in der über verschiedene Aspekte zum Leben und Treiben in der Jungsteinzeit der Region aufgeklärt wurde. Diese Ausstellung war noch bis zum 22. Mai 2015 anzusehen. Zudem wurden am 19. und 20. Mai 2015 zwei Aktionsessen veranstaltet: Auf dem Speiseplan standen am ersten Tag Tafelspitz mit Bärlauch und-Meerrettich Pesto und Gerstengrütze, gefolgt von Spanferkel mit Möhren-Zwiebel-Gemüse am zweiten Tag. Als Dessert gab es jeweils Apfelkompott mit Honig und Haselnüssen. Alle Speisen sind fundierte Interpretationen jungsteinzeitlicher Festmahle.
Umgeben von verschiedenen großen Gebäudekomplexen ergänzt der kleine Nachbau den Campus um eine weitere optische Facette. Ursprünglich für mindestens fünf Jahre gedacht, steht er auch noch heute (Stand WS 2021/2022) und ist vom Campus nicht mehr wegzudenken: Von Studenten und Mitarbeitern der CAU wird der Hügel in den Freizeiten als Versammlungs- und Erholungsort genutzt. Ein Hinweisschild vor Ort klärt über die skurril anmutende Struktur auf.
Es wurden viele Zeitungsartikel zum Bau veröffentlicht und das Institut hat mit Unterstützung der DFG (SPP 1400) ein Heft hierzu veröffentlicht, das interessierten Laien einen Einblick in den aktuellen Forschungsstand gewährt. Hierin wird der Nachbau dieses und eines weiteren Grabes adressiert. Zudem wird die Umwelt während der Jungsteinzeit, die Entstehung und Entwicklung von Monumentalbauten und von Siedlungen erklärt und die Projekte des von der DFG geförderten Sonderforschungsbereichs SPP 1400 vorgestellt.